# Hit Me with Your Rhythm Stick
"Hit Me with Your Rhythm Stick" is een nummer van de Britse band Ian Dury and the Blockheads. Het nummer verscheen niet op een regulier studioalbum, maar werd op 23 november 1978 uitgebracht als single.

## Achtergrond
"Hit Me with Your Rhythm Stick" is geschreven door Dury en bandlid Chaz Jankel en geproduceerd door Laurie Latham. Volgens Jankel ontstond het nummer toen hij met Dury in Rolvenden aan het jammen was. Hij vertelde dat de muziek was geïnspireerd door het pianospel aan het eind van "Wake Up and Make Love with Me", een nummer dat in 1977 op Dury's debuutalbum New Boots and Panties!! verscheen. Dury noemde diverse inspiratiebronnen voor zijn tekst; zo zou hij het drie jaar eerder hebben geschreven en duurde het zo lang voordat hij doorhad dat het een goede tekst was. Volgens gitarist John Turnbull was de tekst echter pas zes maanden voordat het nummer werd opgenomen geschreven tijdens een tournee door de Verenigde Staten, en zou Dury nog tijdens de opnames eraan hebben gewerkt. Bij onderzoek voor de biografie van Dury ontdekte journalist Will Birch dat de tekst al voor september 1976 zou zijn geschreven, aangezien hij het rond die periode aan een vriend liet zien, terwijl Dury's dochter meent dat de bron van het nummer al in 1974 zou liggen.
"Hit Me with Your Rhythm Stick" bevat teksten in het Frans en in het Duits. Er werden minstens elf takes van het nummer opgenomen, voordat een van deze takes, naar verluidt een van de eerste takes, werd gekozen om als single te worden uitgebracht. Wanneer Jankel mensen vertelt over de opname van het nummer, zegt hij altijd dat hij na de opname zijn moeder belde met het bericht dat hij zojuist zijn eerste nummer 1-hit had opgenomen.
"Hit Me with Your Rhythm Stick" is de meest succesvolle single van Dury; het werd zijn enige nummer 1-hit in de UK Singles Chart. Dury was op dat moment op vakantie in Cannes en lag op het strand toen het hotelpersoneel hem kwam feliciteren met een fles champagne. Hiernaast kwam de single in Australië tot de tweede plaats, in Ierland en Nieuw-Zeeland tot de derde plaats en werd ook in Noorwegen en Zweden de top 10 gehaald. In Nederland behaalde de single de negende plaats in zowel de Top 40 en de Nationale Hitparade, terwijl in Vlaanderen de veertiende plaats in de voorloper van de Ultratop 50 werd bereikt. In 1985 bereikte een remix door Paul Hardcastle plaats 55 in het Verenigd Koninkrijk, terwijl een andere remix uit 1991 tot plaats 73 kwam.

## Hitnoteringen

### Nederlandse Top 40
| Hitnotering: 23-12-1978 t/m 17-02-1979 | Hitnotering: 23-12-1978 t/m 17-02-1979 | Hitnotering: 23-12-1978 t/m 17-02-1979 | Hitnotering: 23-12-1978 t/m 17-02-1979 | Hitnotering: 23-12-1978 t/m 17-02-1979 | Hitnotering: 23-12-1978 t/m 17-02-1979 | Hitnotering: 23-12-1978 t/m 17-02-1979 | Hitnotering: 23-12-1978 t/m 17-02-1979 | Hitnotering: 23-12-1978 t/m 17-02-1979 | Hitnotering: 23-12-1978 t/m 17-02-1979 |
| Week                                   | 1                                      | 2                                      | 3                                      | 4                                      | 5                                      | 6                                      | 7                                      | 8                                      |                                        |
| -------------------------------------- | -------------------------------------- | -------------------------------------- | -------------------------------------- | -------------------------------------- | -------------------------------------- | -------------------------------------- | -------------------------------------- | -------------------------------------- | -------------------------------------- |
| Nummer                                 | 23                                     | 15                                     | 11                                     | 9                                      | 9                                      | 15                                     | 20                                     | 35                                     | uit                                    |

### Nationale Hitparade
| Hitnotering: 30-12-1978 t/m 17-02-1979 | Hitnotering: 30-12-1978 t/m 17-02-1979 | Hitnotering: 30-12-1978 t/m 17-02-1979 | Hitnotering: 30-12-1978 t/m 17-02-1979 | Hitnotering: 30-12-1978 t/m 17-02-1979 | Hitnotering: 30-12-1978 t/m 17-02-1979 | Hitnotering: 30-12-1978 t/m 17-02-1979 | Hitnotering: 30-12-1978 t/m 17-02-1979 | Hitnotering: 30-12-1978 t/m 17-02-1979 | Hitnotering: 30-12-1978 t/m 17-02-1979 |
| Week                                   | 1                                      | 2                                      | 3                                      | 4                                      | 5                                      | 6                                      | 7                                      | 8                                      |                                        |
| -------------------------------------- | -------------------------------------- | -------------------------------------- | -------------------------------------- | -------------------------------------- | -------------------------------------- | -------------------------------------- | -------------------------------------- | -------------------------------------- | -------------------------------------- |
| Nummer                                 | 32                                     | 15                                     | 15                                     | 9                                      | 10                                     | 18                                     | 15                                     | 35                                     | uit                                    |

### NPO Radio 2 Top 2000
| Nummer met noteringen in de NPO Radio 2 Top 2000 | '99  | '00  | '01  | '02  | '03  | '04  | '05  | '06-'08 | '09  | '10  | '11  |
| ------------------------------------------------ | ---- | ---- | ---- | ---- | ---- | ---- | ---- | ------- | ---- | ---- | ---- |
| Hit Me with Your Rhythm Stick                    | 1099 | 1105 | 1131 | 1314 | 1549 | 1454 | 1746 | -       | 1906 | 1805 | 1735 |

1. ↑  Een '-' betekent dat het nummer niet was genoteerd en een vetgedrukt getal geeft de hoogste notering aan.
2. ↑  Deze tabel is bijgewerkt tot en met de laatste editie (2024).